# آنه سوفی فن اوتر
آنه سوفی فن اوتر (۱۹۵۵-) خواننده متزوسوپرانو (به سوئدی: Anne Sofie von Otter) اهل سوئد است.
او خواننده‌ای با مجموعه آوازی وسیعی از اپرا تا جاز و موسیقی پاپ است. در موسیقی کلاسیک کارهای اپرایی و آوازی باخ و موتسارت و برلیوز را اجرا می‌کند. در عرصه موسیقی جاز با برد ملداو همکاری کرده‌است. کنسرت‌های زیادی از موسیقی پاپ همراه با ارکستر سمفونیک داشته‌است.
او در فیلم یک کوارتت دیرهنگام بازی کرده‌است.